# 蔣克達
蔣克達（1608－1653），字非聞，贵州安順府普安縣人，明朝政治人物，賜特用進士出身。
崇禎十五年（1642年）壬午科賜特用出身，授桐廬知縣。永曆元年七月以監察御史，連絡滇黔。永曆六年(1652年)李定國桂林大捷，擢廣西布政使。七年桂林陷，出走，為孫可望杖斃。